# Hôpital Saint-François d'Assise
L'hôpital Saint-François d'Assise est un hôpital situé dans le quartier du Vieux-Limoilou, dans l'arrondissement La Cité-Limoilou, à Québec.

## Histoire

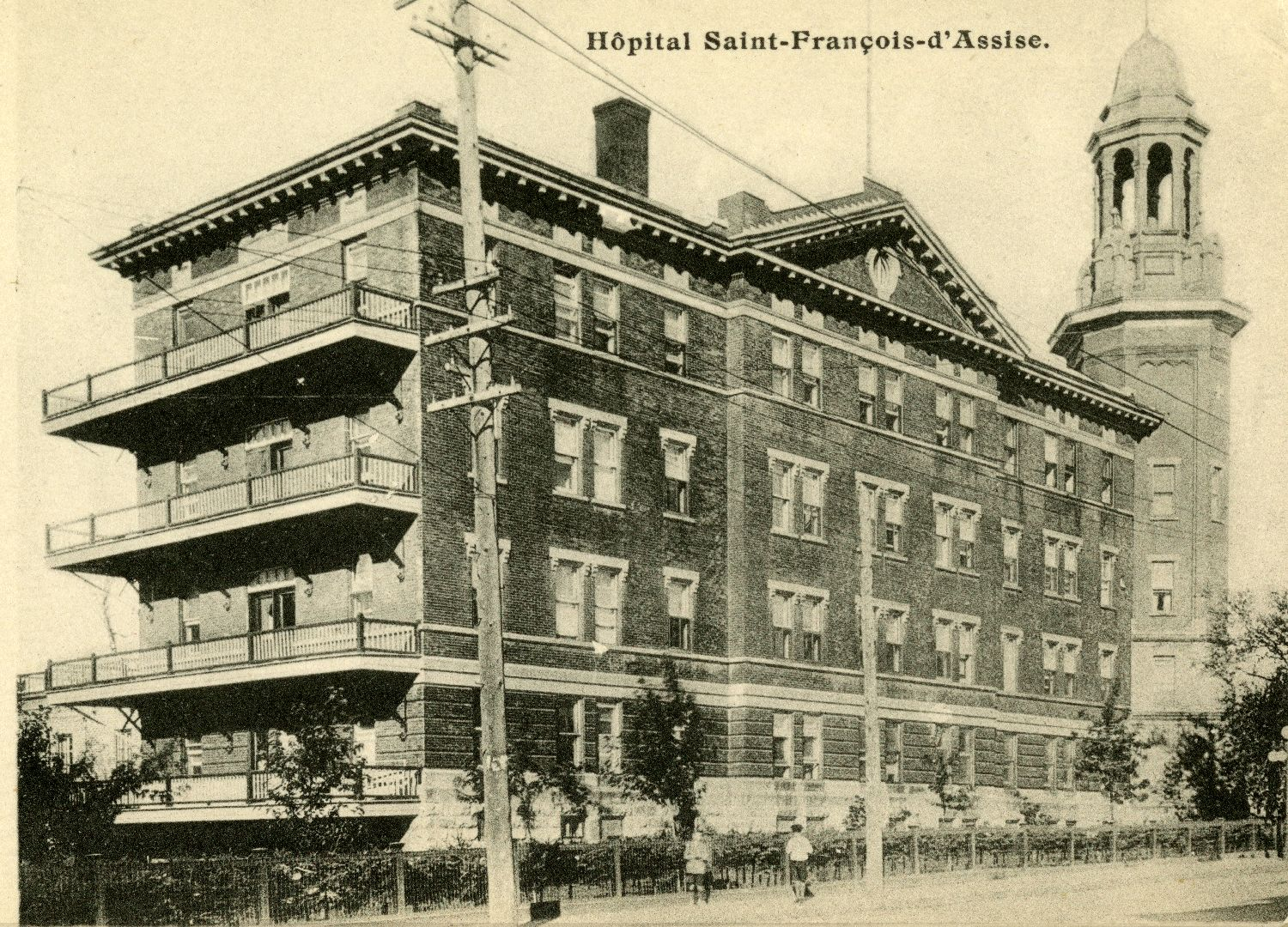
L'hôpital en 1920

Au début du XXe siècle, Louis-Nazaire Bégin, archevêque de Québec, souhaite qu'un hôpital catholique puisse offrir un service de maternité et une école des infirmières. Il demande à la congrégation hospitalière et enseignante des sœurs de saint François d'Assise de Lyon de lui envoyer des infirmières. Quatre religieuses font le voyage et déménagent à Beauceville en octobre 1904. En 1912, le courtier Théodore Leclerc propose aux Sœurs de s'établir au domaine Lairet, à Limoilou. Les travaux débutent en septembre 1912. Le 1er juin 1913, 15 000 personnes célèbrent lors de la bénédiction de la pierre angulaire.
L'école des garde-malades ouvre ses portes en octobre 1914. En 1925, celle-ci s'affilie à l'Université Laval. En 1947, une annexe (édifice B) de 10 étages et de 144 000 pieds carrés de superficie s'ajoute au complexe. En 1968, la direction de l'hôpital est cédée aux laïcs. En 1971, l'édifice A, couvrant 311 658 pieds carrés, ouvre ses portes. En 1990, un nouveau centre de recherche est inauguré et l'hôpital subit des transformations. En 1995, l'hôpital Saint-François d'Assise est fusionné au centre hospitalier universitaire de Québec.